# Пожар в доме престарелых в Кемерове
Вечером 23 декабря 2022 года в Кемерово (Россия) загорелся частный дом, который работал как нелегальный дом престарелых «Доброе дело», в результате чего 22 человека погибли и шестеро получили ранения.

## Накануне
В 2021 году МЧС РФ предложило ввести специальный реестр для домов престарелых и хосписов. Причиной тому стала череда пожаров в Санкт-Петербурге, Москве, Красногорске (Московская область), Ишбулдино (Башкортостан) и Боровском (Тюменская область). В январе, за 12 месяцев до трагедии в Кемерово, в городе сгорел пансионат «Золотой век» — погибли четыре человека.

## Пожар и жертвы
Вечером 23 декабря в частном социальном приюте на Таврической улице вспыхнул пожар. Спасатели классифицировали его как возгорание повышенной сложности. Причиной пожара могла быть неисправная печь (в здании было печное отопление) или неисправность электронагревателя или электропроводки. Пожар был потушен к 23:15 по местному времени.
Первоначально сообщалось о четырёх погибших и двух раненых. Позже МЧС сообщило о шести погибших. ТАСС со ссылкой на экстренные службы увеличило число пострадавших сначала до девяти, а затем до 11. По состоянию на 24 декабря была подтверждена гибель 20 человек.

## Последствия
Губернатор Кемеровской области Сергей Цивилёв сообщил, что на следующей неделе будут проверены все региональные дома престарелых, особенно частные. Следственный комитет России возбудил уголовное дело по факту пожара в Кемерово. Пастора-евангелиста задержали по подозрению в управлении и организации нелегального дома престарелых.